# En liberté dans les champs du seigneur
Pour plus de détails, voir Fiche technique et Distribution.
En liberté dans les champs du Seigneur (At Play In The Fields Of The Lord) est un film dramatique américain de 1991 réalisé par Héctor Babenco. C'est l'adaptation du roman éponyme de Peter Matthiessen.

## Synopsis
Les tribus indiennes amazoniennes sont en conflit contre les intérêts de l'homme blanc, qui exploite la forêt où se trouve de l'or. Une implantation de missionnaires protestants a essayé de convertir une tribu, mais un premier pasteur a été tué. Un couple avec un enfant de 10 ans veut relever le défi, tandis que les autorités s’apprêtent à employer la violence. La situation est tendue et la mort de maladie du jeune enfant est prise comme un présage funeste par les indiens. Parmi eux se trouve un homme blanc, Lewis Moon, pilote indien américain qui s'est mis du côté des indiens et passe pour un dieu tombé du ciel. Il les empêche de succomber aux cadeaux et à la conversion, mais les dissuade aussi de tuer les missionnaires. Une épidémie de fièvre décime la tribu et l'impossible équilibre est rompu.

## Fiche technique
- Titre : En liberté dans les champs du Seigneur
- Titre original : At Play in the Fields of the Lord
- Réalisation : Héctor Babenco
- Scénario : Héctor Babenco, Jean-Claude Carrière, Vincent Patrick d'après le roman éponyme de Peter Matthiessen
- Musique : Zbigniew Preisner
- Photographie : Lauro Escorel
- Montage : William M. Anderson (en) et Armen Minasian
- Production : Saul Zaentz
- Société de production : The Saul Zaentz Company
- Société de distribution : Universal Pictures (États-Unis)
- Pays :  États-Unis et  Brésil
- Lieux de tournage : Bélem et forêt amazonienne
- Genre : Drame
- Durée : 189 minutes
- Dates de sortie : 
  -  États-Unis : 6 décembre 1991
  -  France : 26 février 1992

## Distribution
- Tom Berenger : Lewis Moon
- John Lithgow : Leslie Huben
- Daryl Hannah : Andy Huben
- Aidan Quinn : Martin Quarrier
- Tom Waits : Wolf
- Kathy Bates : Hazel Quarrier
- Stênio Garcia : Boronai
- Nelson Xavier : Father Xantes
- José Dumont : Commander Guzman
- Niilo Kivirinta : Billy Quarrier

## Autour du film
C'est ce film qui a donné à Max Cavalera l'idée du concept de l'album Roots de Sepultura, en 1996.